# Città metropolitana di Napoli
La città metropolitana di Napoli è una città metropolitana italiana della Campania. Prevista per la prima volta dalla legge n. 142 sul nuovo ordinamento degli enti locali dell'8 giugno 1990, art. 17-21, è stata definitivamente istituita dalla Legge 7 aprile 2014, n. 56, sostituendo a partire dal 1º gennaio 2015 la preesistente provincia di Napoli.
Con una popolazione di 2 956 233 abitanti, è la terza città metropolitana più popolosa del Paese dopo quelle di Roma e Milano. Si estende su una superficie di 1.171 km² risultando la più piccola per superficie delle quattordici città metropolitane; è invece la prima in quanto a densità abitativa. Pur occupando meno di un decimo della superficie della Campania, vi risiede la maggioranza assoluta della popolazione regionale.
Comprendente 92 comuni metropolitani, confina a nord con la provincia di Caserta e la provincia di Benevento, a est con la provincia di Avellino, a sud-est con la provincia di Salerno. Al suo interno, il territorio dell'hinterland napoletano comprende l'Agro giuglianese e l'Area nolana.

## Geografia fisica
L'intero territorio metropolitano, fortemente urbanizzato, si estende su un'area di 1171 km² e comprende 92 comuni. Le coste del golfo affacciano sul mar Tirreno, a nord-ovest nel versante flegreo con il litorale domizio, a sud-est con la costiera sorrentina; mentre l'entroterra confina a nord con la Valle Caudina, a nord-est con il baianese e il Vallo di Lauro, a est sul versante vesuviano con l'agro nocerino-sarnese; al centro è dominata dal Vesuvio.

### Territorio
La città metropolitana di Napoli è ultima per estensione tra le 14 città metropolitane, ed era al 93º posto su 110 province italiane fino all'entrata in vigore della legge 56; il suo territorio occupa appena l'8,6% della superficie campana (13.590 km²) e in essa è concentrata più della metà dell'intera popolazione regionale. Tale fenomeno di sovraffollamento ha creato un forte squilibrio demografico e territoriale con le altre aree della regione, più estese e meno popolate.
Il suo territorio, per quanto esiguo, oltre ad avere una vulnerabilità sismica e vulcanica, dovuta alla presenza del Vesuvio e dei Campi Flegrei, è caratterizzato dalla presenza di numerosi centri fortemente antropizzati e con un'elevata quantità e densità di popolazione.
La dimensione territoriale dei comuni è molto variabile, ed è decisamente ridotta rispetto alla media nazionale, si va infatti da 1,62 km² di Casavatore a 117,27 km² del capoluogo; il 60% dei comuni è di piccole dimensioni (inferiori o uguale a 10 km²), il 36% di medie dimensioni (> 10 km² e ≤ 25 km²), la restante parte (11%) supera i 25 km² e, di questa, solo due comuni (Acerra e Giugliano in Campania) sono compresi tra 50 e 100 km² e solo il comune di Napoli supera i 100 km².

## Società

### Demografia
La densità abitativa del territorio è pari a 2522 ab/km². Mentre dodici comuni metropolitani superano i 50.000 abitanti, nell'elenco dei primi sessanta comuni italiani ne figurano tre collocati nell'area napoletana: Giugliano, Torre del Greco e Pozzuoli, mentre Casavatore è il primo comune in Italia per densità di popolazione, con oltre 12.000 ab./km², seguito a breve distanza da Portici. 
Secondo degli studi della vecchia provincia di Napoli dei primi anni 2010, la superficie urbanizzata è pari complessivamente a 381,12 km² corrispondenti al 32,54% della superficie totale del territorio: ne consegue un quadro effettivo sulla alta densità demografica reale che sale ad oltre 8.000 ab/km².
La sua superficie, 1.171 km² isole incluse, infatti è più piccola della superficie del solo comune di Roma (1.287 km²), tanto è vero che la distanza tra Napoli e Caserta è pari al diametro del grande raccordo anulare romano (23 km).
I comuni dell'hinterland - cresciuti perlopiù sulle vecchie strade statali (strada nazionale delle Puglie, SS Sannitica, il miglio d'oro, l'antica via delle Calabrie) - sono nel tempo divenuti sobborghi di piccole e medie dimensioni, comuni dell'hinterland sono completamente saldati tra loro in un unico agglomerato urbano senza soluzione di continuità, sia nell'area nord,
acerrana e  nolana) che in quella flegrea, vesuviana e torrese-stabiese; per ovvi motivi orografici le aree della costiera sorrentina e le isole del golfo, Ischia, Capri e Procida sono invece esterne alla conurbazione. 
Del vasto entroterra restano porzioni di territori in cui l'intensità colturale è ancora elevata, distanti dai centri abitati e situati perlopiù nelle frazioni dell'area settentrionale che lambisce il Casertano.
Già all'inizio del Novecento Francesco Saverio Nitti denunciava il disordine urbanistico dei comuni attorno a Napoli definendoli come una "corona di spine". L'eccessiva e speculativa cementificazione dell'hinterland napoletano ha trasformato gran parte della ex provincia in periferia, e i comuni metropolitani in quartieri periferici, tale trasformazione in taluni casi non è stata però accompagnata da uno sviluppo economico, urbanistico ed infrastrutturale atto a garantire una buona qualità della vita e dei servizi, tutto ciò ha aumentato un grande fenomeno di pendolarismo verso il capoluogo, che nonostante il suo perdurante calo demografico fatica a sostenere tale dilatazione; la struttura interna, cioè il nucleo della città storica, non è in grado di sostenere il peso sovracomunale di un entroterra tanto popoloso e sovraurbanizzato che nel corso degli anni si è totalmente insediato nel suo tessuto urbano, economico e sociale.
Napoli si presenta quindi dal punto di vista urbanistico come una delle metropoli più compatte, popolose e congestionate d'Europa

### Etnie e minoranze straniere
Secondo i dati ISTAT al 31 dicembre 2018 i cittadini stranieri residenti nella Città metropolitana di Napoli erano 131.757, corrispondenti al 4,2% della popolazione. Le nazionalità maggiormente rappresentate erano:
1. Ucraina 23 296 (0,7%)
2. Sri Lanka 17 302 (0,5%)
3. Romania 11 228 (0,3%)
4. Cina 10 814 (0,3%)
5. Bangladesh 9 377 (0,3%)
6. Marocco 6 197 (0,1%)
7. Pakistan 5 325 (0,1%)
8. Polonia 4 571 (0,1%)
9. Bulgaria 3 498 (0,1%)
10. Nigeria 3 217 (0,1%)

## Comuni metropolitani

Comuni citati, con al centro Napoli.

La città metropolitana di Napoli comprende le 10 municipalità cittadine del capoluogo e  91 comuni metropolitani:
1. Acerra
2. Afragola
3. Agerola
4. Anacapri
5. Arzano
6. Bacoli
7. Barano d'Ischia
8. Boscoreale
9. Boscotrecase
10. Brusciano
11. Caivano
12. Calvizzano
13. Camposano
14. Capri
15. Carbonara di Nola
16. Cardito
17. Casalnuovo di Napoli
18. Casamarciano
19. Casamicciola Terme
20. Casandrino
21. Casavatore
22. Casola di Napoli
23. Casoria
24. Castellammare di Stabia
25. Castello di Cisterna
26. Cercola
27. Cicciano
28. Cimitile
29. Comiziano
30. Crispano
31. Ercolano
32. Forio
33. Frattamaggiore
34. Frattaminore
35. Giugliano in Campania
36. Gragnano
37. Grumo Nevano
38. Ischia
39. Lacco Ameno
40. Lettere
41. Liveri
42. Marano di Napoli
43. Mariglianella
44. Marigliano
45. Massa Lubrense
46. Massa di Somma
47. Melito di Napoli
48. Meta
49. Monte di Procida
50. Mugnano di Napoli
51. Nola
52. Ottaviano
53. Palma Campania
54. Piano di Sorrento
55. Pimonte
56. Poggiomarino
57. Pollena Trocchia
58. Pomigliano d'Arco
59. Pompei
60. Portici
61. Pozzuoli
62. Procida
63. Qualiano
64. Quarto
65. Roccarainola
66. San Gennaro Vesuviano
67. San Giorgio a Cremano
68. San Giuseppe Vesuviano
69. San Paolo Bel Sito
70. San Sebastiano al Vesuvio
71. San Vitaliano
72. Sant'Agnello
73. Sant'Anastasia
74. Sant'Antimo
75. Sant'Antonio Abate
76. Santa Maria la Carità
77. Saviano
78. Scisciano
79. Serrara Fontana
80. Somma Vesuviana
81. Sorrento
82. Striano
83. Terzigno
84. Torre Annunziata
85. Torre del Greco
86. Trecase
87. Tufino
88. Vico Equense
89. Villaricca
90. Visciano
91. Volla

### Comuni metropolitani più popolosi

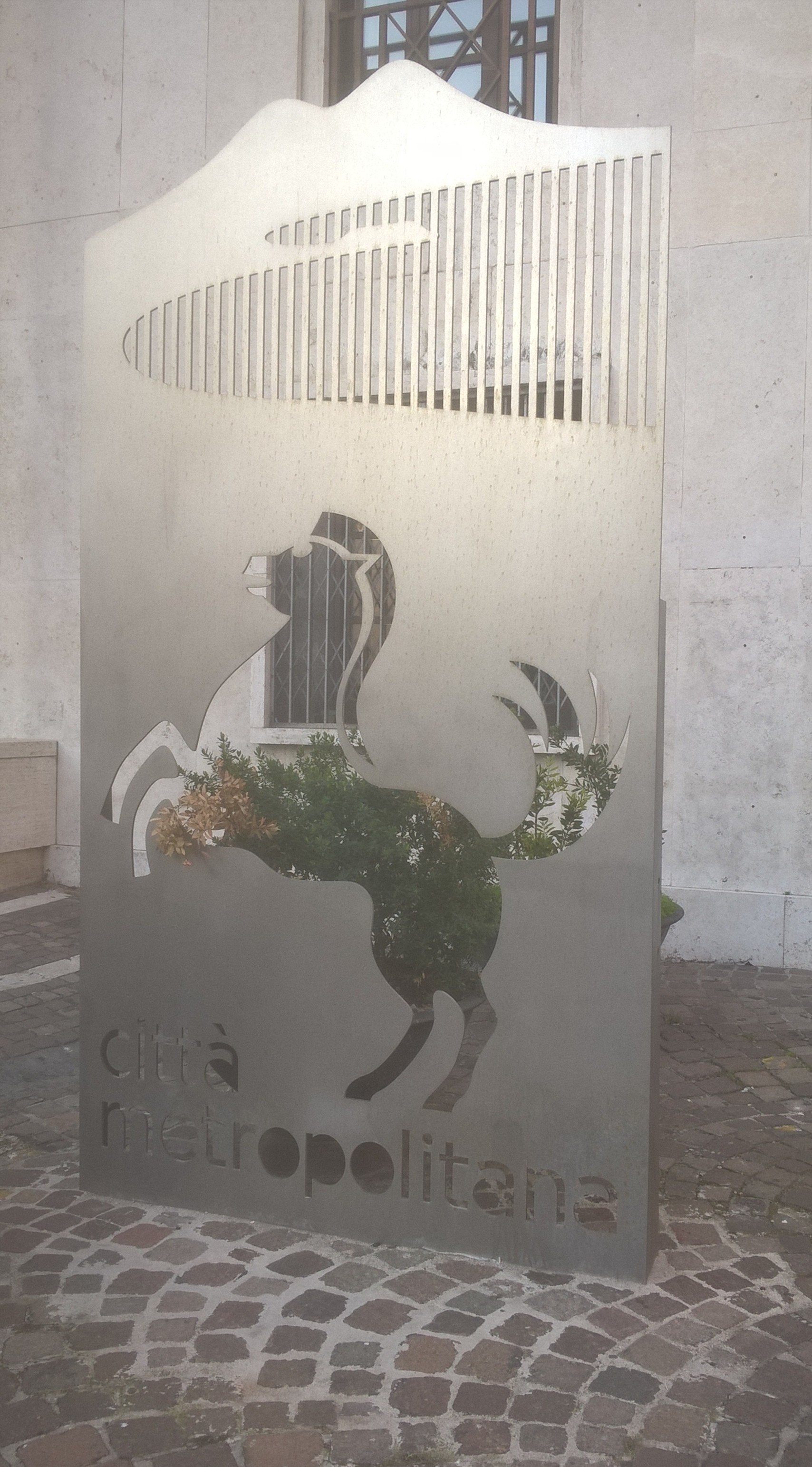
Il cavallo simbolo della Città metropolitana.

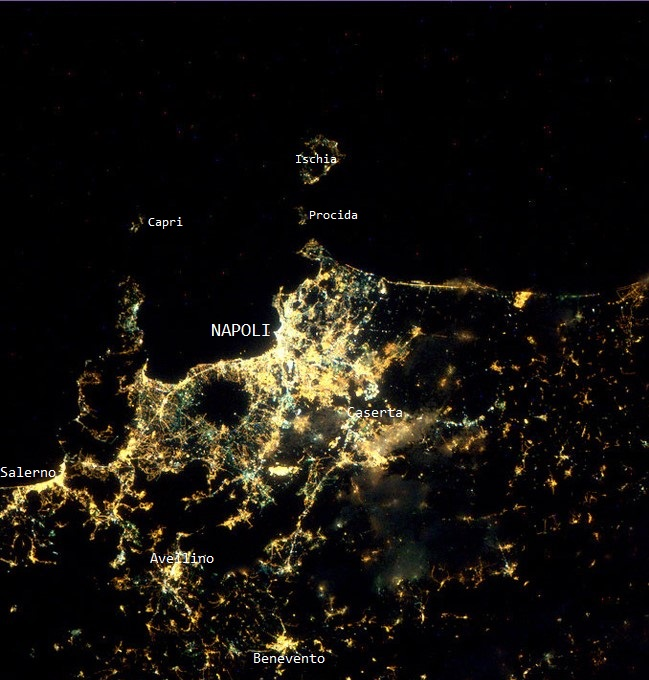
La città metropolitana vista dal satellite

La lista, di sotto riportata, elenca i comuni con più di 50 000 abitanti.
| Pos. | Stemma | Comune                  | Popolazione (ab) | Superficie (km²) | Densità (ab/km²) | Altitudine (m s.l.m.) |
| ---- | ------ | ----------------------- | ---------------- | ---------------- | ---------------- | --------------------- |
| 1º   |        | Napoli                  | 906 189          | 117,27           | 8 434,48         | 17                    |
| 2º   |        | Giugliano in Campania   | 124 584          | 94,19            | 1 293,36         | 97                    |
| 3º   |        | Torre del Greco         | 79 301           | 30,66            | 2 850,48         | 43                    |
| 4º   |        | Pozzuoli                | 75 232           | 43,21            | 1 926,54         | 28                    |
| 5º   |        | Casoria                 | 73 512           | 12,03            | 6 626,35         | 60                    |
| 6º   |        | Castellammare di Stabia | 62 230           | 17,71            | 3 647,60         | 6                     |
| 7º   |        | Afragola                | 61 480           | 17,99            | 3 550,52         | 43                    |
| 8º   |        | Acerra                  | 58 596           | 54,08            | 1 107,80         | 26                    |
| 9º   |        | Marano di Napoli        | 57 684           | 15,45            | 3 883,95         | 151                   |
| 10º  |        | Portici                 | 51 414           | 4,52             | 11 463,94        | 44                    |

### Piano territoriale di coordinamento

PTC – Piano territoriale di coordinamento

La provincia di Napoli nel PTC (Piano territoriale di coordinamento) suddivise il territorio in sei macro aree omogenee che oggi formano la città metropolitana di Napoli con la conseguente abolizione della provincia, ai sensi della legge n°142/90, della riforma del titolo V dell'articolo 114 e della legge 42/2009 sulle autonomie locali.
Le leggi approvate prevedono il decentramento di funzioni amministrative nelle municipalità cittadine e nei comuni del comprensorio; il tutto è racchiuso nel progetto denominato Grande Napoli che ha portato ad un nuovo assetto istituzionale del territorio. La città metropolitana svolgerà i compiti fondamentali della Provincia, si dovrà occupare anche della pianificazione territoriale generale e delle reti infrastrutturali, della gestione dei servizi pubblici di ambito metropolitano, di mobilità e viabilità, di promozione e coordinamento dello sviluppo economico e sociale, come cassa avrà il patrimonio e le risorse umane e strumentali della Provincia soppressa.
1 – Municipi di Napoli.
| Municipalità I:    | Chiaia, Posillipo, San Ferdinando                              |
| Municipalità II:   | Avvocata, Montecalvario, Pendino, Porto, Mercato, San Giuseppe |
| Municipalità III:  | Stella, San Carlo all'Arena                                    |
| Municipalità IV:   | San Lorenzo, Vicaria, Poggioreale, Zona Industriale            |
| Municipalità V:    | Vomero, Arenella                                               |
| Municipalità VI:   | Ponticelli, Barra, San Giovanni a Teduccio                     |
| Municipalità VII:  | Miano, Secondigliano, San Pietro a Patierno                    |
| Municipalità VIII: | Piscinola, Marianella, Scampia, Chiaiano                       |
| Municipalità IX:   | Soccavo, Pianura                                               |
| Municipalità X:    | Bagnoli, Fuorigrotta                                           |

2 – Entroterra nord:
- Napoli nord: Arzano, Casandrino, Casavatore, Frattamaggiore, Frattaminore, Grumo Nevano, Sant'Antimo.
- Napoli nord – ovest: Calvizzano, Giugliano, Marano di Napoli, Mugnano di Napoli, Qualiano, Villaricca, Melito.
- Napoli nord – est: Acerra, Afragola, Brusciano, Caivano, Cardito, Casalnuovo di Napoli, Casoria, Castello di Cisterna, Crispano, Pomigliano d'Arco.

3 – Area vesuviana:
- Interna: Boscoreale, Boscotrecase, Cercola, Massa di Somma, Ottaviano, Poggiomarino, Pollena Trocchia, Pompei, San Giorgio a Cremano, San Giuseppe Vesuviano, San Sebastiano al Vesuvio, Sant'Anastasia, Somma Vesuviana, Striano, Terzigno, Trecase, Volla.
- Costiera: Castellammare di Stabia, Ercolano, Portici, Torre Annunziata, Torre del Greco.

4 – Area nolana: Camposano, Carbonara di Nola, Casamarciano, Cicciano, Cimitile, Comiziano, Liveri, Mariglianella, Marigliano, Nola, Palma Campania, Roccarainola, San Gennaro Vesuviano, San Paolo Bel Sito, San Vitaliano, Saviano, Scisciano, Tufino, Visciano.
5 – Area flegrea con le isole di Ischia e Procida: Bacoli, Barano d'Ischia, Casamicciola Terme, Forio, Ischia, Lacco Ameno, Serrara Fontana, Monte di Procida, Pozzuoli, Procida, Quarto.
6 – Penisola sorrentina con l'isola di Capri: Agerola, Anacapri, Capri, Casola di Napoli, Gragnano, Lettere, Massa Lubrense, Meta, Piano di Sorrento, Pimonte, Sant'Agnello, Sant'Antonio Abate, Santa Maria la Carità, Sorrento, Vico Equense.

### Zone omogenee

Zone Omogenee della Città Metropolitana di Napoli

Nel febbraio 2019 a valle dell’approvazione delle Linee di indirizzo, ha approvato le Linee guida per l’identificazione delle Zone Omogenee con una proposta operativa elaborata sia in relazione allo sviluppo della programmazione strategica, sia in connessione con gli ambiti funzionali pre-esistenti. La proposta individua come indicatore di ripartizione territoriale una popolazione non inferiore a 400 mila abitanti, al fine di garantire una minima massa critica, e una delimitazione basata su criteri di:
- contiguità ed omogeneità tanto al proprio interno quanto in relazione alle altre zone omogenee;
- equilibrio in rapporto alle relazioni geo-morfologiche e paesaggistiche;
- ottimizzazione in relazione alle funzioni strutturali e di carattere socio-economico.

Le Linee Guida individuano come proposta operativa le seguenti 5 zone omogenee:
I. ZONA CENTRALE (Municipi di Napoli)
- Municipalità I: Chiaia,  Posillipo,  San Ferdinando
- Municipalità II: Avvocata,  Montecalvario, Pendino,  Porto,  Mercato,  San Giuseppe
- Municipalità III: Stella,  San Carlo all'Arena
- Municipalità IV: San Lorenzo, Vicaria, Poggioreale,  Zona Industriale
- Municipalità V: Vomero,  Arenella
- Municipalità VI: Ponticelli,  Barra,  San Giovanni a Teduccio
- Municipalità VII: Miano,  Secondigliano,  San Pietro a Patierno
- Municipalità VIII: Piscinola Marianella,  Scampia, Chiaiano
- Municipalità IX: Soccavo,  Pianura
- Municipalità X: Bagnoli, Fuorigrotta

Popolazione totale (ab) 908.267  Superficie 117,27 km² Densità 7 743,51 ab./km²
II. ZONA Flegrea-Giuglianese
Giugliano, Qualiano, Quarto, Villaricca, Pozzuoli, Bacoli, Monte di Procida, Procida, Ischia, Casamicciola Terme, Barano d'Ischia, Serrara Fontana, Lacco Ameno, Forio d'Ischia.
Popolazione totale (ab) 406.182  Superficie 234,51 km² (isole comprese)   Densità 1.732,04 ab./km²
III. ZONA Nord
Marano, Calvizzano, Mugnano, Melito, Casandrino, Sant'Antimo, Casavatore, Arzano, Frattamaggiore, Frattaminore, Grumo Nevano, Cardito, Crispano, Caivano, Casoria, Afragola, Acerra.
Popolazione totale (ab) 553.976  Superficie 171,25 km² Densità 3.234,89 ab./km²
IV. ZONA Interno Vesuvio – Nolano
San Sebastiano al Vesuvio, Massa di Somma, Volla, Cercola, Pollena Trocchia, Casalnuovo, Sant'Anastasia, Pomigliano d'Arco, Castello di Cisterna, Brusciano, Mariglianella, Marigliano, San Vitaliano, Scisciano, Saviano, Nola, Cimitile, Cicciano, Camposano, Comiziano, Roccarainola, Tufino, Casamarciano, Visciano, San Paolo Belsito, Liveri, Carbonara di Nola, Somma Vesuviana, Ottaviano, San Giuseppe Vesuviano, San Gennaro Vesuviano, Palma Campania, Terzigno, Poggiomarino, Striano.
Popolazione totale (ab) 519.502   Superficie 374,72 km² Densità 1.386,37 ab./km²
V. ZONA Costa Vesuvio – Sorrentino
San Giorgio a Cremano, Portici, Ercolano, Torre del Greco, Torre Annunziata, Boscotrecase, Trecase, Boscoreale, Pompei, Castellammare di Stabia, Santa Maria la Carità, Sant'Antonio Abate, Pimonte, Gragnano, Lettere, Casola, Agerola, Vico Equense, Meta di Sorrento, Piano di Sorrento, Sant'Agnello, Sorrento, Massa Lubrense, Anacapri, Capri.
Popolazione totale (ab) 565.805  Superficie 278,99 km² (isole comprese)   Densità 2.028,04 ab./km²

## Amministrazione

### Iter istituzionale

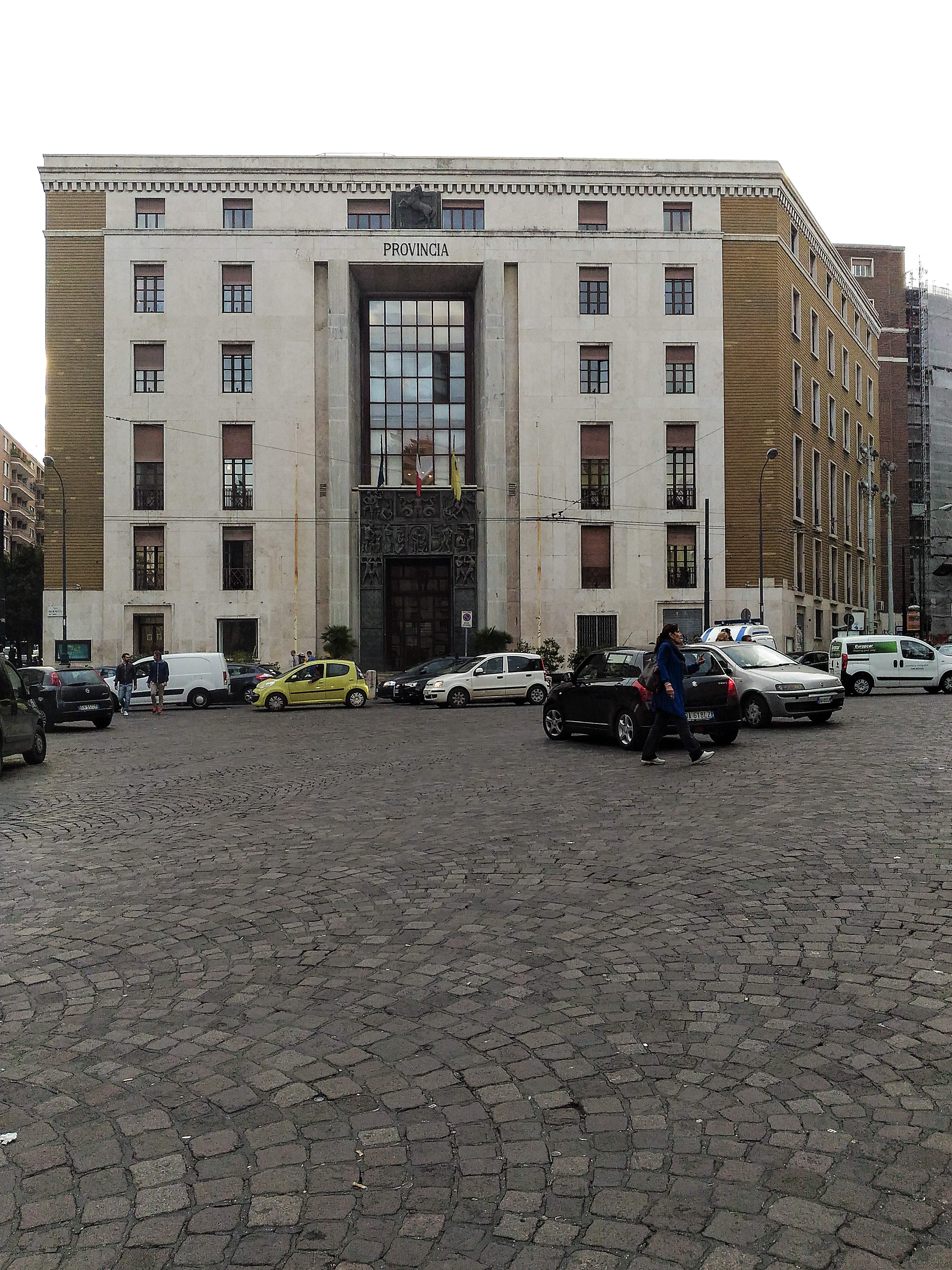
Palazzo Matteotti, sede istituzionale

L'ente territoriale di area vasta istituito con la legge n. 56 del 7 aprile 2014 ha sostituito la provincia di Napoli dal 1º gennaio 2015.
Un primo passo per la nascita della città metropolitana fu avviato dal comune di Napoli nel 2005, con una serie di delibere del consiglio comunale e con l'abolizione delle 21 circoscrizioni cittadine. Il comune, in attesa dei decreti attuativi del nuovo ente metropolitano, viene suddiviso in 10 municipalità di circa centomila abitanti.
Il territorio metropolitano coincide dunque con quello della provincia soppressa; gli organi di governo del nuovo ente sono: il consiglio metropolitano, la conferenza metropolitana e il sindaco metropolitano. Il 12 ottobre 2014 si sono svolte le elezioni di secondo livello dei 24 seggi del consiglio metropolitano: il corpo elettorale è composto dai consiglieri dei comuni metropolitani, in numero variabile in base alla popolazione dei comuni coinvolti.
L'11 giugno 2015 è stato votato e approvato dal consiglio e dalla conferenza metropolitana lo statuto dell'ente, il consiglio oltre a individuare le zone omogenee del territorio metropolitano previste nell'articolo 4, dovrà stabilire le norme sull'elezione diretta a suffragio universale del sindaco e dei consiglieri metropolitani ai sensi dell'articolo 18.

### Sindaci metropolitani (dal 2015)
Elenco dei Sindaci metropolitani di Napoli dal 2015.
| Nº | Sindaco metropolitano | Sindaco metropolitano | Sindaco metropolitano | Mandato         | Mandato              | Partito                         | Consiglio metropolitano | Conferenza metropolitana |
| Nº | Sindaco metropolitano | Sindaco metropolitano | Sindaco metropolitano | Inizio          | Fine                 | Partito                         | Consiglio metropolitano | Conferenza metropolitana |
| -- | --------------------- | --------------------- | --------------------- | --------------- | -------------------- | ------------------------------- | ----------------------- | ------------------------ |
| 1  |                       |                       | Luigi de Magistris    | 1º gennaio 2015 | 20 giugno 2016       | Italia dei Valori               | 24 seggi                | 92 sindaci               |
| 1  |                       | 20 giugno 2016        | Luigi de Magistris    | 18 ottobre 2021 | Democrazia Autonomia | 24 seggi                        | 92 sindaci              |                          |
| 2  |                       |                       | Gaetano Manfredi      | 18 ottobre 2021 | in carica            | Indipendente di centro-sinistra | 24 seggi                | 92 sindaci               |

## Infrastrutture e trasporti

### Linee ferroviarie nazionali
Il terminal ferroviario più importante della città metropolitana e di tutto il Meridione è la stazione di Napoli Centrale alla quale si è aggiunto quello di Napoli Afragola, ma un'altra stazione importante per il servizio metropolitano e regionale è Napoli Campi Flegrei. Le principali linee ferroviarie che attraversano la città metropolitana sono: la Roma-Napoli (AV), la Napoli-Salerno (linea a monte del Vesuvio) (AC), la Roma-Cassino-Napoli, la Roma-Formia-Napoli, la Napoli-Foggia e la Napoli-Salerno (storica).

#### Trasporti locali
Oltre alle metropolitane, costituite da linea 1, linea 6 e la linea Linea Napoli-Giugliano-Aversa, le 4 funicolari di Napoli e i servizi metropolitani e regionali, svolti da Trenitalia nell'ambito del contratto di servizio stipulato con la Regione Campania, il territorio metropolitano dispone della estesa rete ferroviaria dell'Ente Autonomo Volturno, holding regionale che gestisce: ferrovia Circumvesuviana, ferrovia Cumana e la ferrovia Circumflegrea, oltre che la funivia del Faito.

### Viabilità

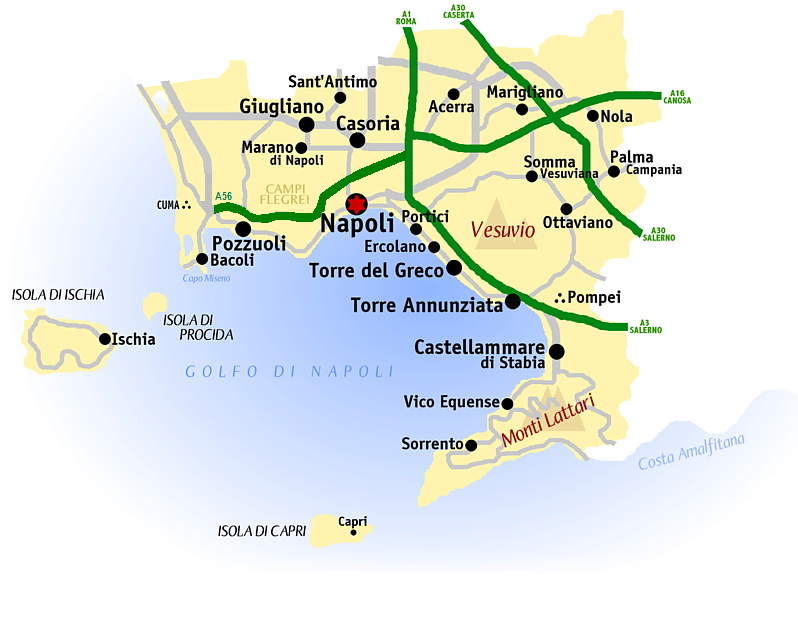
Città metropolitana di Napoli

#### Autostrade
La città metropolitana è attraversata da 5 autostrade.
- A1 Autostrada del Sole (Milano – Napoli)
- A3 (Napoli – Salerno)
- A16 Autostrada dei Due Mari (Napoli – Canosa)
- A30 (Caserta – Salerno)
- A56 (Tangenziale di Napoli)

#### Strade extraurbane principali
- SP 1 Circumvallazione Esterna di Napoli
- SS 7 bis Asse di Supporto Nola-Villa Literno
- SS 7 quater Domitiana  Pozzuoli-Minturno
- SS 87 NC Nuova Sannitica Arzano-Marcianise
- SS 145 var Galleria di Pozzano
- SS 162 NC Asse Mediano
  - SS 162 dir Napoli Centro Direzionale-
- SS 162 Raccordo
- Strada statale 268 del Vesuvio
- SP 500 Asse Perimetrale Melito-
- Asse Viario Pigna-Soccavo-Pianura

#### Strade extraurbane secondarie
- Strada statale 18 Tirrena Inferiore
- Strada statale 145 Sorrentina
- Strada statale 163 Amalfitana
- Strada statale 366 di Agerola
- Strada statale 367 Nolana Sarnese
- Strada statale 403 del Vallo di Lauro
- Strada statale 686 di Quarto

### Porti e aeroporti
Il principale porto della città metropolitana e uno dei più importanti d'Europa è il porto di Napoli, seguono i porti di Torre Annunziata, Torre del Greco, Castellammare di Stabia, oltre a quelli turistici delle isole del golfo e di Bacoli, Pozzuoli e Sorrento.
Non lontano dal centro di Napoli è presente l'Aeroporto di Napoli-Capodichino.

## Itinerari turistici
- Centro storico di Napoli
- Monumenti di Napoli
- Sottosuolo di Napoli
- Cimitero delle Fontanelle
- Catacombe di Napoli
- Città della scienza
- Vesuvio e l'omonimo parco nazionale
- Stazioni dell'arte
- Golfo di Napoli

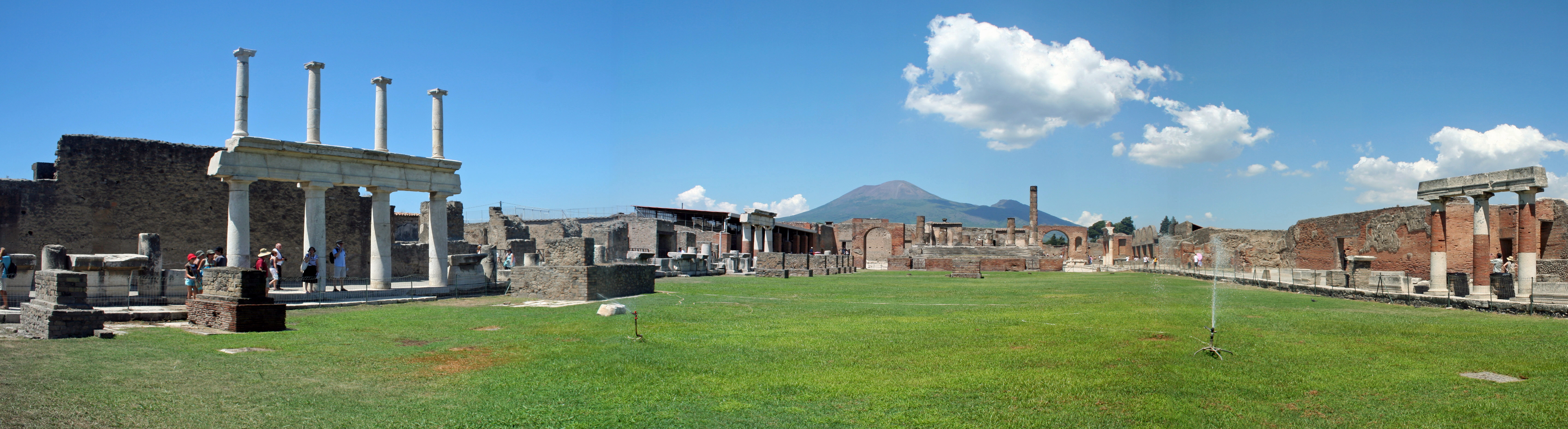
Scavi archeologici di Pompei

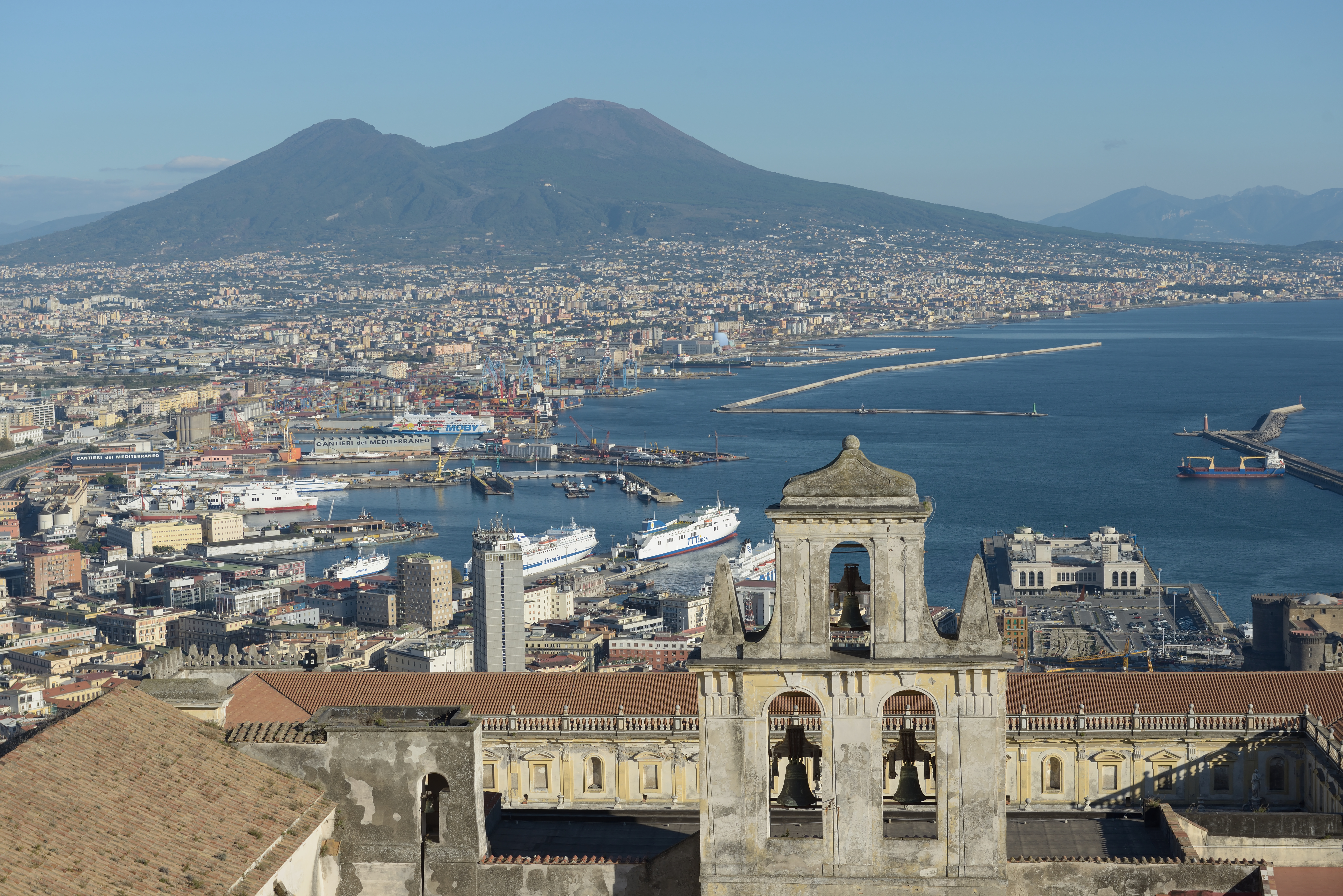
Panorama di Napoli

- Pompei, Ercolano, Oplonti e Stabia con i loro siti archeologici legati all'eruzione del Vesuvio del 79
- Castello di Lettere, Santuario di Sant'Anna (Lettere)
- Reggia di Portici, Reggia di Quisisana, Miglio d'oro e le antiche Ville Vesuviane
- Museo nazionale ferroviario di Pietrarsa
- Il Santuario della Madonna dell'Arco a Sant'Anastasia
- Cattedrale di Acerra
- Santuario della Beata Vergine del Rosario di Pompei
- Isole del golfo: Ischia, Capri, e Procida
- Marano e Calvizzano con le loro tombe di epoca romana (mausoleo del Ciaurro)
- Giugliano in Campania con gli scavi di Liternum sulle sponde del Lago Patria
- Pozzuoli con il Rione Terra, la Solfatara e l'Anfiteatro Flavio
- Bacoli con il Castello Aragonese e la Casina Vanvitelliana, il parco sommerso marino di Baia e Cuma
- Sorrento e Penisola sorrentina
- Cimitile con le Basiliche Paleocristiane
- Poggiomarino e Striano con i loro siti archeologici dell'età del Ferro sulle rive del fiume Sarno.